# Doh, Sălaj
Doh este un sat în comuna Măeriște din județul Sălaj, Transilvania, România.
(paul c. giurtelec)

## Geografie
Localitatea este amplasată în partea de nord-vest a județului Sălaj, aproape de limita cu județul Satu Mare.

## Istorie
Prima atestare documentară a localității provine din anul 1338, când satul apare sub numele de Doh. Alte atestări documentare provin din anii 1547 praedium Doh, 1609 Dobbtelke, Dohtelke, 1733 Dohul, 1750 Dohh, 1850 Dohu, 1854 Doh, 1900 Doh, 1930 Doh, 1966 Doh. 
In 1908, Doh avea 113 gospodarii si 548 greco-catolici. Biserica de piatra a fost construita de greco-catolici in 1868. Scoala confesionala greco-catolica a fost construita in 1892, iar invatatorul avea un salariu de 600 coroane si 51 elevi inscrisi la scoala.
Dupa al Doilea Război Mondial, Ioan Pavel a fost numit administratorul parohiei greco-catolice Doh si Filia Dumuslău, unde a functionat pana la inceperea anului 1947. Vasile Ardelean (n. 13 ianuarie 1952) a fost hirotonit pe 2 septembrie 1974, cand a devenit preot la Doh, unde a stat pana in 2011. Dupa 2011, preot este Dorel Tulbure (n. 9 iunie 1968). 
Conform bazei de date a cimitirelor evreiești din Europa, Lo Tishkach Arhivat în 29 noiembrie 2014, la Arhiva Web Portugheză, în Doh există un cimitir care aparține cultului iudaic. Potrivit recensămintelor, la Doh erau 24 evrei în 1869 și 14 evrei în 1910. 

## Demografie
Conform Recensământul populației din 2002 (România), localitatea avea la acea dată 304 locuitori, 151 de sex masculin și 153 de sex feminin. Potrivit Recensământul populației din 2002 (România), cei 304 locuitorii erau:
|        | Populatie | %     |
| ------ | --------- | ----- |
| Români | 296       | 97,4% |
| Romi   | 8         | 2,6%  |

## Personalitati
- Ioan Pavel (n. Trenton, 22 mai 1917), preot in Doh
- Vasile Radu Ghenceanu (17 mai 1939 - 30 oct. 2006), scriitor nascut in Doh

## Imagini